# برايدن ماكدونالد
برايدن ماكدونالد هو مخرج كندي، ولد في 30 أكتوبر 1960.